# UTC−9:00
UTC−9 — часовой пояс, использующийся в следующих территориях:

## В течение всегогода
- Французская Полинезия (Франция) (частично):
  -  Острова Гамбье

## ЗимойвСеверном полушарии
- США (частично):
  -  Аляска (кроме Алеутских островов) (Аляскинское стандартное время)

## ЛетомвСеверном полушарии
- США (частично):
  -  Аляска (частично):
    - Алеутские острова (Гавайско-алеутское летнее время[1]).